# نيازي مصطفى
نيازى مصطفى (11 نوفمبر 1910 - 19 أكتوبر 1986)، مخرج وكاتب مصري.

## عن حياته
ولد في السودان لأب سوداني وأم تركية، أكمل دراسته الجامعية في ألمانيا والتحق هناك بمعهد الفيلم الألماني، ثم عاد إلى مصر ليعمل مونتيرًا في ستوديو مصر، ثم عمل مساعد مخرج في البداية مع الفنان يوسف وهبي، ثم ما لبث فيما بعد أن تولى مهمة الإخراج. وكان أول فيلم له في عام 1937 وهو «سلامة في خير»، بطولة نجيب الريحاني، وعمل كذلك حينها في تصوير ومونتاج العمل، وساهم في كتابة السيناريو، النجاح الكبير الذي حققه الفيلم دفع نجيب الريحاني إلى التراجع عن قراره بـ«تطليق السينما» واعتزالها في عام 1939، اجتمع نيازي مع الريحاني مجددًا في فيلم «سي عمر»، إلا أن الخلاف دبَّ بينهما بسبب تدخل الأخير في السيناريو، ما عطّل التصوير لعام ونصف العام، حتى تم عرضه في 6 يناير 1941، واكتفى المخرج الراحل بتصوير النصف الأول منه. في 1941، أخرج فيلم «مصنع الزوجات»، الذي تبنى خلاله قضية تحرير المرأة، ما تسبب في تعرضه لحملات صحفية شرسة حينها، و«مظاهرات نسائية تُهاجمه بتهمة التحريض على تحرير المرأة ودعوته لها لممارسة حقوقها السياسية»، كما دخل في مشكلات مع الرقابة. كانت تلك المواهب عاملا كبيرا لجذب المنتجين والنجوم إليه، فقد أصبح الحصان الرابح في عالم الإخراج، وأخرج أهم الأعمال الفنية للسينما المصرية والتي اعتبرت من أشهر العلامات الفنية في تطور وتميز الفن المصري، منها «سي عمر»، و«عنتر بن شداد»، و«لقمة العيش»، و«أبو حديد»، و«رصيف نمرة 5»، و«سر طاقية الإخفاء»، و«مصنع الزوجات»، و«ست الحسن»، و«قمر 14»، و«30 يوم في السجن» وغيرها من الافلام الناجحة، حتى كان آخر أفلامه فيلم «القرداتي» الذي رحل قبل أن يراه في دور العرض السينمائية.

## حياته الشخصية
تزوج من الفنانة كوكا التي كانت مساعدته وزميلته في قسم المونتاج باستوديو مصر والتي اشتهرت بأدوار الفتاة البدوية، فقد نشأت بينهما قصة حب تزوجا بعدها، لكن لم يكتب لهما الإنجاب، كما تزوج من الراقصة نعمت مختار، ثم انفصل عنها ورجع إلى زوجته الأولى بعد علمه بأنها مصابة بالسرطان ليظل بجوارها حتى لحظاتها الأخيرة.

## جوائز وتكريمات
حصل على العديد من الجوائز، كان منها تكريم الدولة له في عيد العلم عام 1965، وحصل على الشهادة الذهبية من «الجمعية المصرية لكتاب ونقاد السينما» في 1976، وكرمه «المركز الكاثوليكي» عن مجمل أعماله في عام 1977، ونال جائزة الريادة من «الجمعية المصرية لفن السينما» في عام 1986.
كما اختار له نقاد عام 1996 فيلمين أخرجهما ضمن أفضل مئة فيلم مصري، وهم سلامة في خير، وسي عمر.[بحاجة لمصدر] وسيُعاد اختيارهما عام 2022 مع ستة أفلامٍ أخرى ضمن أفضل مئة فيلم كوميدي مصري في مهرجان الإسكندرية السينمائي. كما أن النقاد سيختارون في الدورة التالية للمهرجان أربعة أفلام له ضمن أفضل مئة فيلم غنائي مصري.

## وفاته
في 19 أكتوبر 1986 في ظروف غامضة ومثيرة، وجد مقتولًا في يوم تصوير المشهد الأخير لفيلم «القرادتي». وفشل رجال الأمن النيابة العامة في كشف ملابسات الحادث، وطبقًا للتحقيقات التي أجرتها النيابة، كان طباخه أول من اكتشف مقتله، وذكر في أقواله أنه قُتل داخل غرفة نومه، وكان مكبل اليدين من الخلف بكرافتة، واستخدمت شفرة حادة في قطع شرايين يده، وكمم الجاني فمه بقطعة من القماش حتى لا يصدر صوتًا، وانتهى التحقيق إلى تقييد الجريمة ضد مجهول بعد أن تطرقت لسلسلة من الخلافات السياسية والفنية والعائلية والعلاقات النسائية ولكن دون فائدة.
وفشلت النيابة في الوصول إلى الجاني نتيجة كثرة البصمات التي كانت موجودة في شقة المجني عليه بعد مقتله، ونُقل جثمانه من مكانه قبل وصول جهات التحقيق، مما أضاع معالم الجثمان على الأرض، وأثار مقتله عاصفة من الجدل حينها لتُقيّد القضية ضد مجهول.

## أعماله

### الأفلام
- 1937: سلامة في خير[ا][ب]
- 1939: الدكتور
- 1941: مصنع الزوجات
- 1941: سي عمر[ا][ب]
- 1943: وادي النجوم
- 1944: إبنتي
- 1944: طاقية الإخفاء
- 1944: حبابة
- 1944: شارع محمد علي
- 1945: عنتر وعبلة
- 1945: رابحة
- 1945: حسن وحسن
- 1945: البني آدم
- 1945: الآنسة بوسة
- 1946: ملكة الجمال
- 1946: ضحايا المدينة
- 1946: راوية
- 1946: أول نظرة
- 1947: غني حرب
- 1947: ليالي الأنس
- 1947: سلطانة الصحراء
- 1948: ليلى العامرية
- 1948: الهوى والشباب
- 1949: سر الأميرة
- 1950: قمر 14
- 1950: أفراح
- 1950: ست الحسن
- 1951: حبيبتي سوسو
- 1951: وهيبة ملكة الغجر
- 1951: الصبر جميل
- 1952: من أين لك هذا
- 1953: حميدو
- 1953: أرض الأبطال
- 1954: فتوات الحسينية
- 1954: تاكسي الغرام[ج]
- 1954: بنات حواء[ج]
- 1954: الفارس الأسود
- 1955: سيجارة وكاس
- 1956: شياطين الجو
- 1956: رصيف نمرة 5
- 1957: سجين أبو زعبل
- 1958: سواق نص الليل
- 1958: سلطان
- 1958: حبيب حياتي
- 1958: إسماعيل يس طرزان
- 1958: أبو حديد
- 1959: فضيحة في الزمالك
- 1959: سمراء سيناء
- 1959: سر طاقية الإخفاء[ب]
- 1960: لقمة العيش
- 1960: عنتر يغزو الصحراء
- 1961: عنتر بن شداد
- 1961: دماء على النيل
- 1961: النصاب
- 1961: جوز مراتي
- 1962: أنا الهارب
- 1962: آخر فرصة
- 1963: رابعة العدوية[ج]
- 1963: أميرة العرب
- 1963: الساحرة الصغيرة
- 1963: العريس يصل غدا
- 1963: البدوية العاشقة
- 1964: لعبة الحب والجواز
- 1964: بنت عنتر
- 1964: الجاسوس
- 1965: المشاغب
- 1966: كنوز
- 1966: صغيرة على الحب[ب][ج]
- 1966: فارس بني حمدان
- 1966: شياطين الليل
- 1966: جناب السفير
- 1966: 30 يوم في السجن[ب]
- 1967: أخطر رجل في العالم[ب]
- 1967: شباب مجنون جدا
- 1968: كيف تسرق القنبلة الذرية
- 1968: شيطان البوسفور
- 1968: سارق الملايين
- 1968: حواء والقرد
- 1968: بابا عايز كده
- 1968: النصابين الثلاثة
- 1969: العميل 77
- 1969: العتبة جزاز
- 1970: من عظماء الإسلام
- 1970: عريس بنت الوزير
- 1970: سفاح النساء[ب]
- 1970: أنت اللي قتلت بابايا
- 1971: بلا رحمة
- 1971: المتعة والعذاب
- 1972: الشيطان امرأة
- 1973: عندما يغني الحب
- 1973: شلة المراهقين
- 1973: البحث عن فضيحة[ب]
- 1973: أبناء للبيع
- 1974: لعنة امرأة
- 1974: حبيبتي شقية جداً
- 1975: يوم الأحد الدامي
- 1975: مجانين بالوراثة
- 1975: بنت اسمها محمود
- 1975: الأنثى والذئاب
- 1976: نساء تحت الطبع
- 1976: سنة أولى حب
- 1976: المنحرفون
- 1976: أزواج طائشون
- 1977: أونكل زيزو حبيبي
- 1980: موعد مع المجهول[د]
- 1978: ومن الحب ما قتل (بعض المشاهد)
- 1980: أذكياء لكن أغبياء
- 1981: أنا المجنون
- 1983: وحوش الميناء
- 1983: الراجل اللي باع الشمس
- 1984: فتوة الناس الغلابة
- 1984: المشاغبون في الجيش
- 1985: تل العقارب
- 1986: التوت والنبوت
- 1987: القرداتي
- 1987: الدباح

### المسلسلات
- 1976: هروب
- 1978: جحا وبنات شهبندر التجار
- 1981: الفتوحات الإسلامية (إخراج المعارك)

## وصلات خارجية
- نيازي مصطفى على موقع IMDb (الإنجليزية)
- نيازي مصطفى على موقع الدهليز
- نيازي مصطفى على موقع قاعدة بيانات الأفلام العربية
- نيازي مصطفى على موقع ألو سيني (الفرنسية)
- نيازي مصطفى على موقع أول موفي (الإنجليزية)
- نيازي مصطفى على موقع قاعدة بيانات الفيلم (الإنجليزية)
- نيازي مصطفى على موقع كينوبويسك (الروسية)

 (بالإنجليزية)